# Nuoto in acque libere ai campionati mondiali di nuoto 2007 - 5 km femminili
La gara dei 5 km in acque libere femminile si è svolta la mattina del 18 marzo 2007 e vi hanno preso parte 29 atlete.
La competizione è stata vinta dalla nuotatrice russa Larisa Il'čenko, mentre l'argento e il bronzo sono andati rispettivamente all'altra russa Ekaterina Seliverstva e all'australiana Kate Brookes-Peterson.

## Medaglie
| Posizione | Atleta                | Nazionalità |
| --------- | --------------------- | ----------- |
| Oro       | Larisa Il'čenko       | Russia      |
| Argento   | Ekaterina Seliverstva | Russia      |
| Bronzo    | Kate Brookes-Peterson | Australia   |

## Risultati
| Posizione | Atleta                       | Nazionalità | Tempo     | Distacco |
| --------- | ---------------------------- | ----------- | --------- | -------- |
|           | Larisa Il'čenko              | Russia      | 1:00:41.3 |          |
|           | Ekaterina Seliverstva        | Russia      | 1:00:43.6 | 2.3      |
|           | Kate Brookes-Peterson        | Australia   | 1:00:47.6 | 6.3      |
| 4         | Britta Kamrau                | Germania    | 1:00:47.7 | 6.4      |
| 5         | Jana Pechanová               | Rep. Ceca   | 1:00:48.1 | 6.8      |
| 6         | Poliana Okimoto              | Brasile     | 1:00:48.7 | 7.4      |
| 7         | Alessia Paoloni              | Italia      | 1:00:50.1 | 8.8      |
| 8         | Eva Berglund                 | Svezia      | 1:00:50.3 | 9.0      |
| 9         | Nika Kozamernik              | Slovenia    | 1:00:50.8 | 9.5      |
| 10        | Yurema Requena Juarez        | Spagna      | 1:00:50.8 | 9.5      |
| 11        | Fang Yanqiao                 | Cina        | 1:00:51.0 | 9.7      |
| 12        | Chloe Sutton                 | Stati Uniti | 1:00:51.9 | 10.6     |
| 13        | Wang Yiluo                   | Cina        | 1:00:52.0 | 10.7     |
| 14        | Cathy Dietrich               | Francia     | 1:00:52.4 | 11.1     |
| 15        | Xenia Lopez Rodriguez        | Spagna      | 1:00:56.0 | 14.7     |
| 16        | Martina Grimaldi             | Italia      | 1:00:58.4 | 17.1     |
| 17        | Leah Gingrich                | Stati Uniti | 1:00:58.5 | 17.2     |
| 18        | Alexandra Bagley             | Australia   | 1:00:58.5 | 17.2     |
| 19        | Stefanie Biller              | Germania    | 1:01:00.2 | 18.9     |
| 20        | Natalya Samorodina           | Ucraina     | 1:01:14.6 | 33.3     |
| 21        | Andreina del Valle Perez     | Venezuela   | 1:02:15.7 | 1:34.4   |
| 22        | Maria da Penha Cruz          | Brasile     | 1:04:20.0 | 3:38.7   |
| 23        | Michelle Savchenka Santiago  | Venezuela   | 1:07:34.5 | 6:53.2   |
| 24        | Caroline Murray              | Canada      | 1:08:07.8 | 7:26.5   |
| 25        | Nataly Caldas Calle          | Ecuador     | 1:08:42.2 | 8:00.9   |
| 26        | Francis Mishell Tixe Cobos   | Ecuador     | 1:09:42.4 | 9:01.1   |
| 27        | Maria Gabriela Muñoz Duarte  | Guatemala   | 1:10:22.9 | 9:41.6   |
| 28        | Christel Erdmenger Gutierriz | Guatemala   | 1:20:45.8 | 20:04.5  |
| -         | Velia Janse van Rensburg     | Sudafrica   | DNS       |          |